# 桃園 (大字)
桃園，是臺灣桃園市桃園區的一個傳統地域名稱，也是該區市中心所在。

## 地理

### 地名由來
桃園於雍正年間，仍為龜崙族居住之地，尚未開墾，形成一片茅草地。茅草易使人割傷，取「茅草如虎傷人」之意，命名為虎茅庄。乾隆二年（1737年）粵籍墾民薛啟隆率眾入墾東至龜崙嶺，西達崁子腳，北起南崁，南至霄裡一帶的荒地:43。當時墾民中有人種植桃樹，盛開後形成一片桃花林，漳州稱桃子為「桃仔」，遂於十二年（1747年）改稱桃仔園。二十八年（1763年）臺灣府知府余文儀主修《續修臺灣府志》時稱「桃仔園」，同治十年（1871年）《淡水廳志》中稱「桃園」，日治時期後據此改稱桃園。:44

### 範圍
桃園位於桃園區中部偏東南，約指東門溪與南門溪之間，桃園景福宮周圍的地區:43。西北邊中段與埔子為鄰，西北邊東段與小檜溪為鄰，東北及東南與大樹林為鄰，西南邊及西北邊西段為中路。相較於今日行政區，其範圍大致包括長美里、文昌里、民生里、中和里東南半部。

### 行政區劃
桃園大字下有武陵、公館頭、中南、長美等小字。

## 歷史

### 清代
桃園於康熙二十三年（1684年）劃屬諸羅縣。雍正元年（1723年）改隸新成立的彰化縣。九年（1731年）改隸新成立的淡水廳。光緒元年（1875年）設立臺北府，改隸新成立的淡水縣。十一年（1885年）設立福建臺灣省，臺北府位於其轄區內。

### 日治時期
1901年（日治明治三十四年）11月，全台廢縣廳改設二十廳，該街隸屬於桃仔園廳。1903年（明治三十六年），改名桃園廳。1909年（明治四十二年）10月，合併二十廳為十二廳，該庄隸屬不變。1920年（大正九年），該街改制為「桃園」大字，隸屬於新竹州桃園郡桃園街，大字下有「武陵」、「公館頭」、「中南」、「長美」小字名。

### 戰後
戰後桃園街改制為桃園鎮，隸屬於新竹縣，大字亦改制為里。1950年桃、竹、苗分治，桃園鎮改隸屬於桃園縣。1971年7月，桃園鎮升格為縣轄桃園市。2014年12月桃園縣升格為直轄桃園市，桃園市改制為桃園區。

## 旅遊

### 文化資產
- 桃園景福宮（市定古蹟，中正路208號，1923年）
- 桃園大廟口派出所（歷史建築，中正路198號，1927年）

## 廟宇
- 桃園文昌宮（文昌廟）